# Cameron Britton
Cameron Britton (6 de junho de 1986) é um ator canadense.
Cameron interpretou o gerente de engenharia Tim em Stitchers de 2015 a 2017.
Em 2018, foi indicado ao Emmy do Primetime de melhor ator convidado numa série de drama por sua performance como o assassino em série americano Edmund Kemper na série de drama policial da Netflix Mindhunter. No mesmo ano, apareceu como o hacker Plague em The Girl in the Spider's Web.
Em 2019, apareceu em outra produção da Netflix, The Umbrella Academy onde desempenhou o papel de Hazel, um dos antagonistas principais que é um assassino profissional viajante do tempo.
Em 2020, estrelou a segunda temporada de Manhunt, Deadly Games, como Richard Jewell.

## Vida pessoal
Cameron trabalhou anteriormente como educador infantil por oito anos, onde ensinou crianças com necessidades especiais com idades entre 18 meses e 3 anos.